# Mauritanie aux Jeux olympiques d'été de 2020
La Mauritanie participe aux Jeux olympiques de 2020 à Tokyo au Japon. Il s'agit de sa 10e participation à des Jeux d'été.

## Athlètes engagés
| Sport      | Hommes | Femmes | Total |
| ---------- | ------ | ------ | ----- |
| Athlétisme | 1      | 1      | 2     |
| Total      | 1      | 1      | 2     |

## Résultats

### Athlétisme
La Mauritanie bénéficie d'une place, attribuée au nom de l'universalité des Jeux. Abidine était le seul athlète pressenti à se rendre à Tokyo mais Houlèye Ba, déjà présente à Rio en 2016, a été accréditée à la suite de la décision du Comité International Olympique d’accorder une seconde place à la Mauritanie.
| Athlète         | Épreuve          | Tour préliminaire | Tour préliminaire | 1er tour       | 1er tour | Demi-finale | Demi-finale | Finale   | Finale   |
| Athlète         | Épreuve          | Temps             | Rang              | Temps          | Rang     | Temps       | Rang        | Temps    | Rang     |
| --------------- | ---------------- | ----------------- | ----------------- | -------------- | -------- | ----------- | ----------- | -------- | -------- |
| Houlèye Ba      | 100 m féminin    | 15 s 26           | 9e                | Éliminée       | Éliminée | Éliminée    | Éliminée    | Éliminée | Éliminée |
| Abidine Abidine | 5 000 m masculin | Non disputé       | Non disputé       | 14 min 54 s 80 | 19e      | Éliminé     | Éliminé     | Éliminé  | Éliminé  |